# 鄭克和
鄭克和（？—？），以字行，福建福州府闽县人，明朝政治人物、進士出身。

## 生平
景泰七年（1456年），福建丙子乡试中舉。天顺元年（1457年），聯登丁丑科進士，历户部主事、员外郎、郎中。有清名。為官二十餘年，卒無以為葬。

## 家族
父鄭琅。